# Oobius striatus
Oobius striatus är en stekelart som beskrevs av Annecke 1967. Oobius striatus ingår i släktet Oobius och familjen sköldlussteklar.
Artens utbredningsområde är Zimbabwe. Inga underarter finns listade i Catalogue of Life.